# Domkerk van Lapua
De Dom van Lapua (Fins: Lapuan tuomiokirkko) is een lutherse kathedraal in de Finse stad Lapua (Zweeds: Lappo).

## Architectuur
Het kerkgebouw werd als houten bouw in de vorm van een kruis met een centrale koepel gebouwd. De klokkentoren staat vrij van het kerkgebouw en is van oudere datum dan de kerk zelf.

## Overig

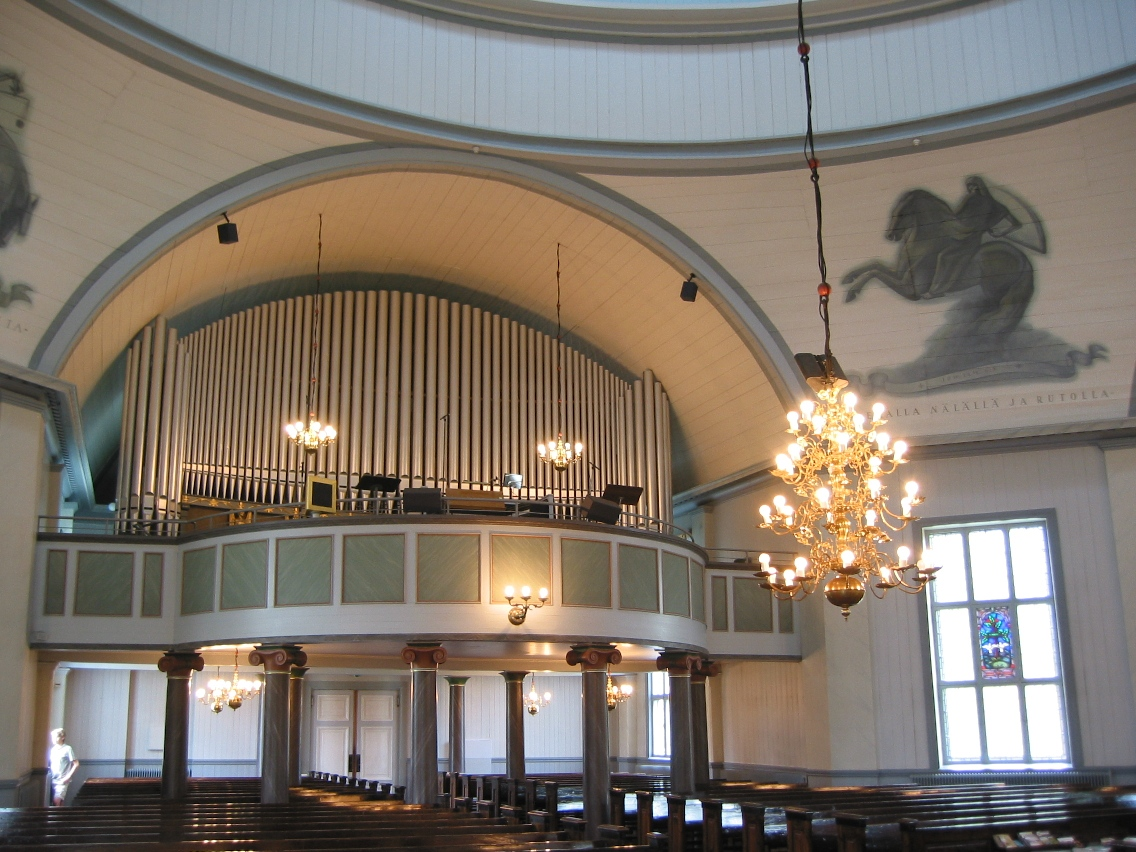
Het grootste orgel van Finland

De kerk is een ontwerp uit 1824 van Carl Ludvig Engel en werd onder leiding van de kerkbouwer Heikki Kuorikoski in 1827 voltooid.
In het kerkgebouw bevindt zich het grootste orgel van Finland met 88 registers, 4 manualen en 6.666 pijpen. Het altaarschilderij is van de hand van de kunstenaar Berndt Godenhjelm uit het jaar 1845.
Op het kerkhof bevinden zich meerdere monumenten van de kunstenaar Yrjö Liipola ter nagedachtenis van de gevallenen in de Finse Burgeroorlog van 1917-1918, alsook van de oorlogen tussen 1939 tot 1944.